# Kaple svatého Jana Křtitele (Třebechovice pod Orebem)
Kaple svatého Jana Křtitele se nalézá v Trčkově ulici ve městě Třebechovice pod Orebem v okrese Hradec Králové. Barokní kaple je chráněna od 28. června 2002 jako kulturní památka ČR. Národní památkový ústav tento kostel uvádí v katalogu památek pod rejstříkovým číslem ÚSKP 54876/6-6253.

## Popis
Barokní kaple svatého Jana Křtitele je drobná zděná stavba na trojbokém půdorysu s oblými nárožími. Stěny jsou po bocích členěny zdvojenými pilastry. V čelní stěně je vstup s půlkruhovým nadpražím, lemovaný šambránou s lištou, klenákem a patkami, jednokřídlé dveře mají ve spodní polovině plnou výplň, v horní dřevěné mříže. Nad vstupem je vysoký segment, který obíhá profil korunní římsy a další profilovaná lišta opačně prohnutá jej uzavírá do podoby oka. Valbová střecha je krytá plechem a je ukončena válcovou zděnou lucernou s prejzovou stříškou a kovaným křížem na kamenném soklu ve vrcholu.